# Qadis (distrikt)
Qadis är ett distrikt i Afghanistan.   Det ligger i provinsen Badghis, i den nordvästra delen av landet, 500 kilometer väster om huvudstaden Kabul. Administrativ huvudort är Qadis.
Distriktet beräknades år 2022 ha cirka 106 000 invånare.